# Напеантус
Напеа́нтус (лат. Napeanthus) — род семейства Геснериевые (лат. Gesneriaceae), включающий в себя около 23 видов многолетних наземных корневищных трав.

## Этимология названия
Название рода происходит от греч. ναπος εος «napos», греч. εος «eos» — рощи, открытые леса, и греч. ανθος «anthos» — цветок, цветы лесных долин.

## Ботаническое описание
Многолетние наземные корневищные травы. Стебли стелющиеся, иногда укореняющиеся в узлах. Листья супротивные, сидячие или с коротким черешком, обычно ланцетно-линейные до продолговатых лопатовидных, изогнутых; толщина листовой пластинки вариирует от перепончатой до бумагоподобной суховатой; цельнокрайные или пильчато-городчатые к вершине; устьица в группах.
Соцветия пазушные, цимозные, одноцветковые или многоцветковые, на цветоносах, зонтиковидные или кистевидно-метельчатые. Цветок почти актиноморфный или зигоморфный. Чашелистики до половины сросшиеся, формируют колокольчатую чашечку. Венчик колокольчатый, иногда вздутый, быстро опадающий, белого, синего, розового или лилового цвета; трубка может быть и в два раза длиннее чашечки, лопасти отгиба обычно распростёртые цельнокрайные с выемкой на верхушке. тычинок 5 или 4, есть 1 стаминодий, тычинки часто сросшиеся, по длине равны венчику или выступающие за его пределы, пыльники свободные, овальные, открываются по продольным бороздкам. Нектарники отсутствуют. Завязь верхняя, овальная или шаровидная, столбик изогнутый, рыльце слегка двухлопастное.
Плод — продолговатая, яйцевидная или шаровидная коробочка, погружена в чашечку; 2- или 4-створчатая, створки после раскрытия опадают.

## Ареал и местообитание
Влажные тропические леса Центральной и Южной Америки, Суринам, Карибский бассейн.

## Хозяйственное значение и применение
В культуре редко встречающееся растение.

### Агротехника
Растение нуждается в высокой влажности воздуха, поэтому успешное выращивание возможно в тепличках или цветочных витринах. Цветки живут недолго, но листья достаточно декоративны.

## Виды
По информации базы данных The Plant List, род включает 16 видов:
- Napeanthus andinus Rusby
- Napeanthus apodemus Donn.Sm.
- Napeanthus bracteatus C.V.Morton
- Napeanthus ecuadorensis Fritsch — Напеантус эквадорский
- Napeanthus jelskii Fritsch
- Napeanthus loretensis L.E.Skog
- Napeanthus macrostoma Leeuwenb.
- Napeanthus primulifolius (Raddi) Sandwith — Напеантус примулолистный
- Napeanthus primulinus (H.Karst.) Benth. & Hook.f. ex B.D.Jacks. — Напеантус примуловидный
- Napeanthus reitzii (L.B.Sm.) Burtt ex Leeuwenb.
- Napeanthus rigidus Rusby
- Napeanthus riparius Phillipson
- Napeanthus robustus Fritsch
- Napeanthus rupicola Feuillet & L.E.Skog
- Napeanthus spathulatus Leeuwenb. — Напеантус лопатчатый
- Napeanthus subacaulis (Griseb.) Benth. & Hook.f. ex Kuntze — Напеантус лопатчатый